# Uvaria glabra
Uvaria glabra Span. – gatunek rośliny z rodziny flaszowcowatych (Annonaceae Juss.). Występuje naturalnie w Australii – w stanie Australia Zachodnia oraz na Terytorium Północnym.

## Morfologia
PokrójZimozielone i zdrewniałe liany.
LiścieMają eliptyczny, owalny lub odwrotnie owalny kształt. Mierzą 6–17 cm długości oraz 2,5–6 cm szerokości. Nasada liścia jest rozwarta. Liść na brzegu jest całobrzegi. Wierzchołek jest spiczasty. Ogonek liściowy jest nagi i dorasta do 18–22 mm długości.
KwiatySą pojedyncze. Rozwijają się w kątach pędów. Działki kielicha mają owalny kształt i dorastają do 4 mm długości. Płatki mają owalny kształt i zielonkawą barwę, osiągają do 6–7 mm długości. Kwiaty mają 100–110 pręcików i 35 słupków.
OwoceTworzą owoc zbiorowy. Mają elipsoidalny kształt. Osiągają 10–16 mm długości.

## Biologia i ekologia
Rośnie w lasach podzwrotnikowych (częściowo zimozielonych) oraz zaroślach.